# Euchromia thelebas
Euchromia thelebas là một loài bướm đêm thuộc phân họ Arctiinae, họ Erebidae.